# Los hijos de la piedra
Los hijos de la piedra es una obra dramática del escritor oriolano Miguel Hernández, perteneciente a su segunda etapa teatral, el teatro social o reivindicativo de preguerra.

## Crítica
El excesivo maniqueísmo de la obra resulta un tanto infantil y produce cierto rechazo. Por lo demás, está dotada de grandes valores literarios y escénicos y su mejor cualidad es su valor lírico.
Pese a enmarcarse en el teatro reivindicativo, la mezcla del tema amoroso con el social lo convierte en una obra de transición hacia el teatro de guerra, del que será máximo exponente El labrador de más aire (1937).
Por su ambiente de revolución minera (los mineros son "los hijos de la piedra"), se han visto en la obra ecos implícitos de la Revolución de Asturias de 1934 y de los sucesos de Casas Viejas. El  lenguaje elevado de los pastores y mineros encaja con la tradición  bucólica de Virgilio y Garcilaso, mientras que el uso de los coros es heredero del teatro clásico, que el oriolano recupera a la vez que Lorca.

## Argumento
Inspirado por la Fuenteovejuna de Lope de Vega, Miguel Hernández traza la historia de amor entre el pastor y su amada, la pastora Retama, en el marco de la lucha obrera. El autor imprime un tono dramático que culmina con el llanto del pastor ante la muerte de Retama, víctima de los abusos de su señor.
Al comienzo de la acción, los mineros descansan de su trabajo y describen un estado idílico con lenguaje poético. La presentación del escenario culmina con el encuentro entre el Pastor y Retama, enamorados. Pronto el bondadoso don Pedro, amo de Montecabra, es sustituido por uno nuevo; el coro se encarga de comentar las diferencias entre don Pedro y el nuevo patrón, cruel y déspota (sentido social) que siente deseo por Retama (sentido individual).
Al comienzo del acto segundo, un coro de guardias informa de que ante la disminución de su salario, los mineros han comenzado una huelga encerrándose en la mina. La huelga es aplastada por las fuerzas del orden público, que apoyan al señor. El Capataz roba el ganado del Pastor y él lo mata, por lo que se convierte en un héroe para el pueblo. Los mineros, hambrientos, pasan a la acción.
En el tercer acto se consuma la tragedia. Mientras el Pastor se encuentra encarcelado por asesinato, el amo viola a Retama, que pierde a su hijo. El Pastor escapa de la cárcel y se entera de lo ocurrido por boca de Retama, que está a punto de morir. Espoleado por la muerte de su amada, el Pastor-héroe enardece a la masa. La obra termina con el pueblo unido, enfrentándose a la Guardia Civil, en un final abierto que busca provocar una respuesta de solidaridad en el espectador.

## Estructura y personajes
La obra consta de tres actos, divididos en varios cuadros, y los personajes que aparecen en ella son: 
- el Pastor
- Retama
- el señor
- cinco mineros
- un pastor,
- un leñador,
- el capataz,
- cuatro guardias civiles
- un segador
- el manco
- el ciego
- siete mujeres[4]